# 華隆紡織
華隆股份有限公司（HUALON CORPORATION），通常稱為華隆紡織，台灣的紡織公司，主業在於紡織及製品製造，是台灣第一間聚酯絲生產廠。其前身為中國人造纖維的聚酯棉生產單位，當時名為華隆處，後由日本帝人公司加入經營，稱為華隆帝人。因財務問題與耐隆、國華、鑫新、寶城四間紡織公司整併，並成為續存公司，此時帝人退出經營而拿掉冠名。
華隆紡織目前的經營權，主要由原鑫新紡織的翁明昌家族掌握（不過翁明昌本人已於五間公司合併同年過世），因而併入義新集團，現在被稱為華隆集團。

## 歷史
1965年，中國人造纖維設立華隆處。
1967年，日本帝人公司加入經營，獨立成為華隆帝人公司，董事長由中國人纖董事長兼任。
1977年，華隆、耐隆、國華、鑫新、寶城等五間紡織公司面臨倒閉，向政府求援。11月8日，行政院院長俞國華決定，由原華隆呂鳳章負責整合這五間公司合併，華隆為續存公司，帝人公司退出經營而拿掉冠名。中華民國中央銀行出資新臺幣七億五千萬元購買華隆紡織特別股，另外又貸款新臺幣一億一千八百萬元給華隆紡織。
1982年，行政院拍賣華隆紡織特別股，由原鑫新紡織的翁明昌家族全數購回。
華隆集團在爆發華隆案等一連串弊案後，翁有銘潛逃出國，翁大銘入監服刑，經營績效隨之下滑。
1997年，華隆紡織實施凍薪，不再調漲薪水。
1999年，華隆紡織取消年終獎金。
2000年，政黨輪替。民進黨開始執政。華隆案持續延燒。
2001年，華隆紡織開給台電的支票跳票，公司營運出現困難。
2001年8月，華隆紡織開始積欠員工薪水。2001年10月，華隆紡織對員工實施實質減薪。員工向勞委會陳情無結論。
2003年起，華隆紡織陸續與退休、退職員工簽下退休金及退職金延遲給付契約，明訂於二年或三年後分期給付，然而在契約到期後，華隆資方並未依照契約支付退休金與退職金。員工向勞委會陳情無結論。該時期勞委會主委是陳菊(2000年-2005年)
2008年，華隆紡織實施生產效率制，要求員工生產績效要超過130%才能領到全額薪水，約有5成員工領不到《勞動基準法》規定的基本工資；同年，華隆紡織開始無薪假。從1997年至2008年間，華隆紡織陸續關閉鶯歌、桃園、中壢與大園四個工廠，將工廠移到海外，在台灣只剩下苗栗頭份廠。
2011年，華隆紡織負責人另外成立紡安股份有限公司，承租頭份二廠的廠房及設備（之後又由紡安向中美和石化購入設備的債權），並要尚未被資遺的華隆紡織員工放棄原有年資、成為紡安公司員工、繼續原有工作；不願意放棄年資的華隆紡織員工，薪水減為七成，將未達基本工資。
2011年7月，苗栗縣議會副議長陳明朝等以近新台幣16億元標得華隆紡織頭份廠房、土地、設備（華隆集團隨後用成為袋地的華微土地換回設備，運往海外）。《台灣壹週刊》曾報導，苗栗縣縣長劉政鴻曾協助通過華隆紡織頭份廠都市更新案，將陳明朝購得的華隆紡織頭份廠土地由工業用地變更為住宅用地，使陳明朝獲利新台幣百億元；但劉政鴻表示，這個報導沒有根據，他準備提出告訴。
2018年，頭份二廠的土地及廠房拍賣，由紡安得標。

## 華隆罷工案及自救會
2012年6月6日，華隆紡織工會代表要求資方清償工資，談判破裂，工會宣布罷工，造成華隆及紡安均無法生產。6月13日，苗栗縣政府介入協商，華隆紡織資方代表同意在20日先結清5月份的欠薪。6月20日，資方承諾跳票，工會重新進行罷工，工會決定25日北上抗議。
8月14日，50名華隆工人在數十名聲援者的陪同下，徒步北上至中華民國總統府陳情。17日上午10點，華隆勞工抵達凱達格蘭大道。26日下午，陳明朝派了2台100噸大吊車準備拆卸廠內設備，遭到女工陳月嬌以肉身擋車。
9月4日，紡安公司恢復開工，華隆罷工阻擋進料，雙方對峙僵持不下。
9月10日，劉政鴻分別請華隆資方與工會代表進行協商，於晚間八點15分，雙方在苗栗縣政府會議室達成協議並簽下和解書：資方將分3期付給勞方新臺幣1.95億元薪資（包括退休金6折、資遣費8折，外加2000萬元福利金跟5月的薪資500萬元），第1期將從9月13日撥新臺幣8000萬元現金匯入勞工個人帳戶，第2、3期則先開立「紡安公司」本票做擔保，須付餘款共新臺幣1億1500萬元，10月12日、11月13日再分別以現金入帳。華隆工會常務理事葉紫慶表示，若13日確認入帳，將結束這場罷工。
10月9日，華隆自救會成立，成員共336人，追討華隆資方並未支付的退休金與退職金約3.01億元，並開始長期抗爭行動。

### 罷工延伸出的問題
- 墊償基金：對於保障勞工的工資，政府特別在勞基法訂定「積欠工資墊償基金制度」，是為了讓勞工受到實質保障。凡是適用勞基法的事業單位，當雇主發生營業上困難時，勞工被積欠的工資（未滿6個月的部分），可以由雇主每月繳納些微的積欠工資墊償基金先行墊付。而此基金由「勞動部積欠工資墊償基金管理委員會」管理，且訂有積欠工資墊償基金提繳及墊償管理辦法[19]。但是，在此次事件中，政府原先給付給了這些勞工約定之金額，而在最後又向這些勞工提出歸還這筆錢的告訴。

## 海外事業
華隆曾在以下國家擁有子公司，現已停業或移出
- 捷克

己解散
- 日本

假撚專業廠，由持有債權的設備商村田機械（今鐵美機械）接手經營
- 馬來西亞

擁有汝來廠和馬六甲廠，被政府充公後轉交給一間印度公司經營
- 越南

位於同奈省仁澤工業區，福爾摩沙廠區附近，改組後直屬馬華隆（潮陽）紡織翁董事長辦公室

## 其他
台灣鐵路管理局中國人造纖維專用線經過頭份廠（原華隆帝人廠）

## 外部連結
- 華隆股份有限公司（透過網站時光機瀏覽）

- 紡安股份有限公司 （页面存档备份，存于）
- 马华隆（潮阳）纺织有限公司 - 中国商品网 （页面存档备份，存于）